# Might and Magic VIII: Day of the Destroyer
Might and Magic VIII: Day of the Destroyer — компьютерная ролевая игра, созданная компанией New World Computing и изданная компанией 3DO в 2000 году. Является восьмой частью серии Might and Magic. В России издана компанией «Бука».

## Сюжет
События игры происходят в том же мире, что и события шестой и седьмой частей. В этот раз действие перенесено на третий, ещё не изведанный континент мира Энрот — Джадам (англ. Jadame). Основу населения Джадама составляют тёмные эльфы, всеми делами здесь управляет торговая гильдия. Есть в Джадаме и гильдия некромантов, но они не доставляют особых проблем, скорее наоборот живут в мире и даже оказывают помощь торговой гильдии. Издавна некроманты враждуют с клериками солнца, однажды они победили их и эта вражда утихла, но не так давно клерики солнца вновь объявились на Джадаме, после чего конфликт разгорелся с новой силой. Также здесь присутствует большая колония драконов, мимо чего не могли пройти драконоборцы под руководством Карла Кихота. Помимо них здесь живут минотавры, которые также стараются поддерживать мирные отношения с торговой гильдией. Бывает, совершаются набеги огров. Главная проблема Джадама — это регнанские пираты, от их набегов страдает торговля, гильдия несёт большие убытки и ничего не может с этим сделать.
Начинается игра с того, как в портовом городке Воронов Берег появляется странный незнакомец, который проходит к центру города, где появляется огромный кристалл — после чего по всему Джадаму начинают происходить странные вещи. На островах Кинжальной Раны просыпается вулкан, который сметает мосты — единственную связь между островами и континентом, в пустыне в Железных Песках поток огня уничтожает деревню троллей, неожиданно возникшее озеро затапливает подземный город минотавров, а в Шепчущем Лесу начинают бить молнии. Главный герой является караванщиком, прибывшим на острова Кинжальной Раны для покупки плодов Тобериска (англ. Tobersk Fruit) (местного фрукта), где его и застали данные события. Его первостепенной задачей является добраться до континента, доставив письмо главе торговой гильдии. Впоследствии придётся заключать союзы, сражаться с элементалями стихий, пробиваться через загадочный кристалл и в конце концов столкнутся с разрушителем — Эскатоном (Escaton), посланником Древних, прибывшим с единственной целью — уничтожить мир, который, как он считает, окончательно порабощён криганами.

## Технические особенности игры
В игре используется подвергшийся небольшим изменениям графический движок шестой и седьмой частей серии. Основные изменения коснулись графической составляющей игры. Незначительным изменениям подвергся интерфейс, теперь такие его элементы как кнопки для вызова меню, книги заклинаний, меню отдыха, журнала заданий расположены в верхней части экрана, что стало более удобным. Появилась возможность переназначения клавиш управления.
В отличие от предыдущих частей серии в команду можно брать до четырёх персонажей, в начале создаётся только один, остальных нужно набирать в процессе игры и всегда можно заменить. При создании персонажа разработчики решили отказаться от привычной системы раса — класс, теперь можно выбрать только класс персонажа и от него будут зависеть возможные умения. Были убраны несколько старых умений и добавлены новые. В остальном геймплей не подвергся серьёзным изменениям. Сюжет игры линеен, есть два разветвления, но на концовку игры они никак не влияют.

## Персонажи

### Классы
В игре доступны следующие классы:
- Рыцарь;
- Темный эльф;
- Клерик;
- Вампир;
- Некромант;
- Тролль;
- Минотавр;
- Дракон;

При создании персонажа дракона выбирать нельзя, только взять впоследствии.
Рыцарь, клерик, вампир и некромант не обладают врождёнными свойствами, тёмный эльф изначально имеет сниженную выносливость, но повышенную меткость; минотавр — пониженный интеллект, но повышенную мощь; тролль — пониженные интеллект и лидерство, но повышенные мощь и телосложение.

### Характеристики персонажей
В игре содержится 7 основных характеристик, в начале игры при создании персонажа даётся 15 очков на распределение их по характеристикам, в процессе развития персонажа характеристики поднимать можно, только используя зелья или находя специальные бочки.
Характеристики:
- Сила — физическая, мышечная сила, и способность персонажа вложить её в удар. Чем больше сила персонажа, тем больший урон он наносит в бою.
- Интеллект — от интеллекта зависит способность персонажа понимать сложные и абстрактные идеи. Интеллект влияет на количество очков магии у некромантов и тёмных эльфов.
- Лидерство — это сочетание силы воли и личного обаяния персонажа, от него зависит количество очков магии у клериков, вампиров и минотавров.
- Выносливость — выносливость говорит о конституции персонажа, о том насколько он сложен и насколько легко переносит тяготы похода. От выносливости зависит количество единиц жизни персонажа.
- Меткость — это умение точно бить и рассчитывать упреждение при выстреле, чем выше меткость персонажа, тем чаще он будет попадать по врагу.
- Скорость — показатель того насколько быстро персонаж способен двигаться. Увеличение скорости приводит к повышению класса брони и частоты ударов.
- Удача — удача влияет на многие аспекты игры. Наиболее очевидный аспект большой удачи — отражение атак магией и снижение урона от ловушек.

От класса персонажа зависит какие именно умения он может получить и до какого уровня он их сможет развить.

## Оценки
| Сводный рейтинг       | Сводный рейтинг |
| Агрегатор             | Оценка          |
| --------------------- | --------------- |
| GameRankings          | 55,48 %         |
| Русскоязычные издания |                 |
| Издание               | Оценка          |
| Absolute Games        | 45 %            |